# بايونايز روكس
بايونايز روكس (باليابانية: ベヨネース列岩) هي مجموعة من الصخور البركانية في بحر الفلبين تقع حوالي 408 كيلومتر (254 ميل) جنوب مدينة طوكيو و على بعد 65 كم (40 ميل) جنوب الشرقي من آيغوشيما، في الجزء الجنوبي من جزر إيزو، اليابان.